# Gylfaginning

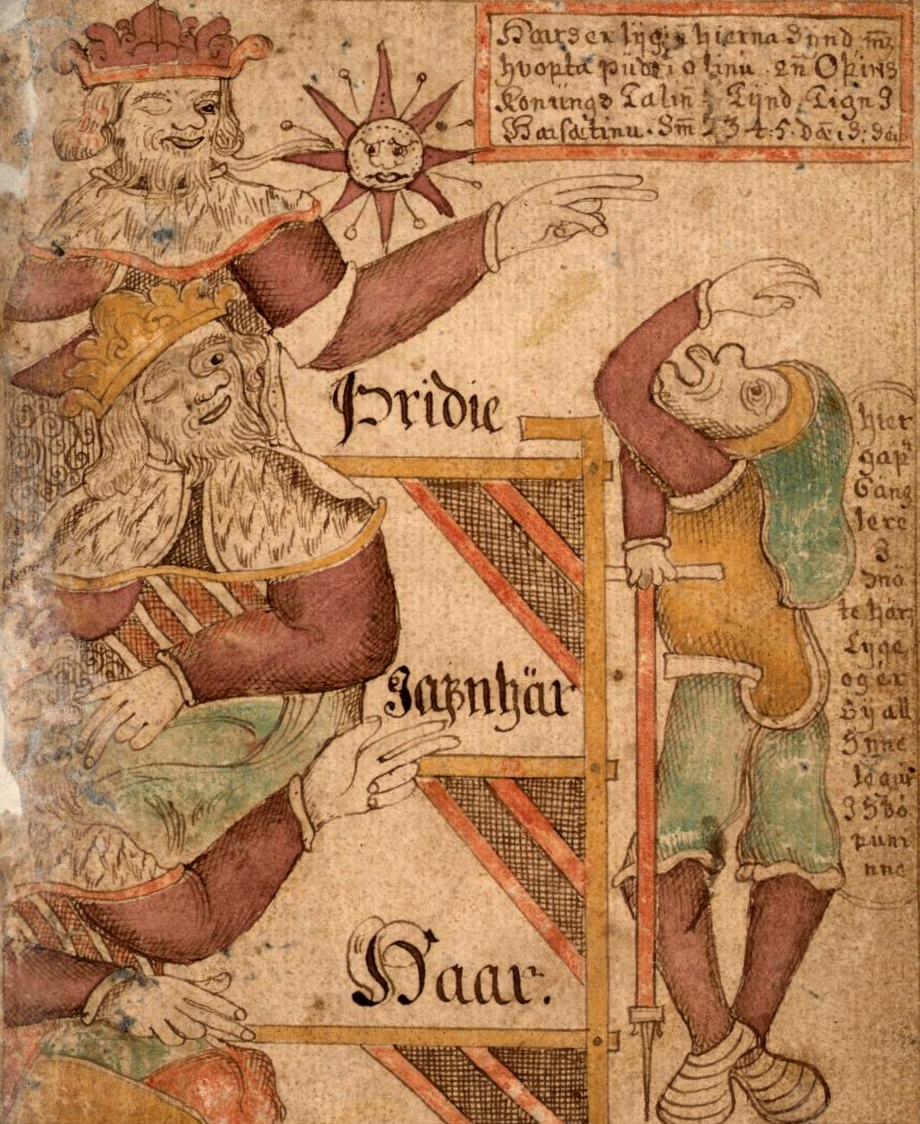
Gylfi et ses trois interlocuteurs.
Manuscrit SÁM 66 (Islande, 1765-1766), Reykjavik, Institut Árni Magnússon.

La Gylfaginning (« la mystification de Gylfi » en vieux norrois) est la première des trois parties de l’Edda de Snorri Sturluson. Elle prend la forme d’un dialogue entre le roi Gylfi et trois personnages régnant sur Ásgard. Leur entretien sert de cadre à une présentation cohérente de la mythologie nordique.

## Résumé
Le roi Gylfi régnait en Scandinavie. Il offrit un jour à une vagabonde qui l’avait distrait une partie de son royaume, aussi grande que ce que quatre bœufs pourraient labourer en un jour et une nuit. Mais cette vagabonde était une Ase, Gefjon. Les bêtes de trait qu'elle employa étaient en réalité les enfants qu’elle avait eus avec un géant. Elles labourèrent si bien le sol qu’une portion de territoire se détacha, formant l’île de Seeland. Surpris du pouvoir des Ases, Gylfi se demanda s’il ne provenait pas des dieux qu’ils révéraient. Aussi se mit-il en route pour Ásgard. Quand il arriva, il découvrit une halle gigantesque, la Valhöll. Il fut introduit auprès des maîtres des lieux : Haut, Également-Haut et Troisième. Gylfi les interrogea alors sur leurs dieux. Au terme de ce questionnement, Gylfi entendit un grand bruit. Lorsqu’il regarda autour de lui, la halle avait disparu : il avait été le jouet d’une illusion.
En réponse aux interrogations de Gylfi, ses hôtes racontent d’abord l’origine du monde, la naissance des premiers dieux et l’apparition de l’homme. Il est ensuite question du frêne Yggdrasil, ce qui permet d’évoquer notamment la source de Mímir et les Nornes. Vient ensuite une présentation successive des différents dieux, d’Odin à Loki, dont les trois enfants monstrueux (Fenrir, le serpent de Midgard et Hel) sont présentés. Les déesses et les Valkyries sont aussi évoquées. La Valhöll est ensuite décrite, puis les Einherjar. Sont également racontées l’origine du cheval Sleipnir et donc la construction d’Ásgard. Gylfi demande alors à ses interlocuteurs si Thor a jamais rencontré plus fort que lui. Ceux-ci, réticents, sont toutefois contraints de raconter son voyage chez Útgardaloki. Il est ensuite question de la revanche de Thor sur le serpent de Midgard lors de son voyage chez Hymir. Ce sont ensuite la mort de Baldr et le châtiment de Loki qui sont racontés. Survient alors le récit du Ragnarökr, et enfin l’évocation de la naissance d’un monde nouveau.